# Eunidia meleagris
Eunidia meleagris là một loài bọ cánh cứng trong họ Cerambycidae.